# Maki F102
La Maki F102 è una vettura monoposto impiegata in Formula 1, realizzata dal team nipponico Maki nel 1976.

## Sviluppo
La F102A rappresentò la terza ed ultima vettura schierata del team Maki nel mondiale di Formula 1.

## Tecnica
La vettura era dotata di un telaio monoscocca in alluminio ed era equipaggiata con un propulsore Ford Cosworth gestito da un cambio Hewland a cinque rapporti manuale. Le gomme erano fornite dalla Goodyear.

## Attività sportiva
La vettura, affidata al pilota Tony Trimmer, venne schierata per l'ultimo Gran Premio svoltosi sull'autodromo del Fuji in Giappone. Anche questa volta, però, la vettura non riuscì a qualificarsi per prendere parte alla gara.